# 宝積寺駅

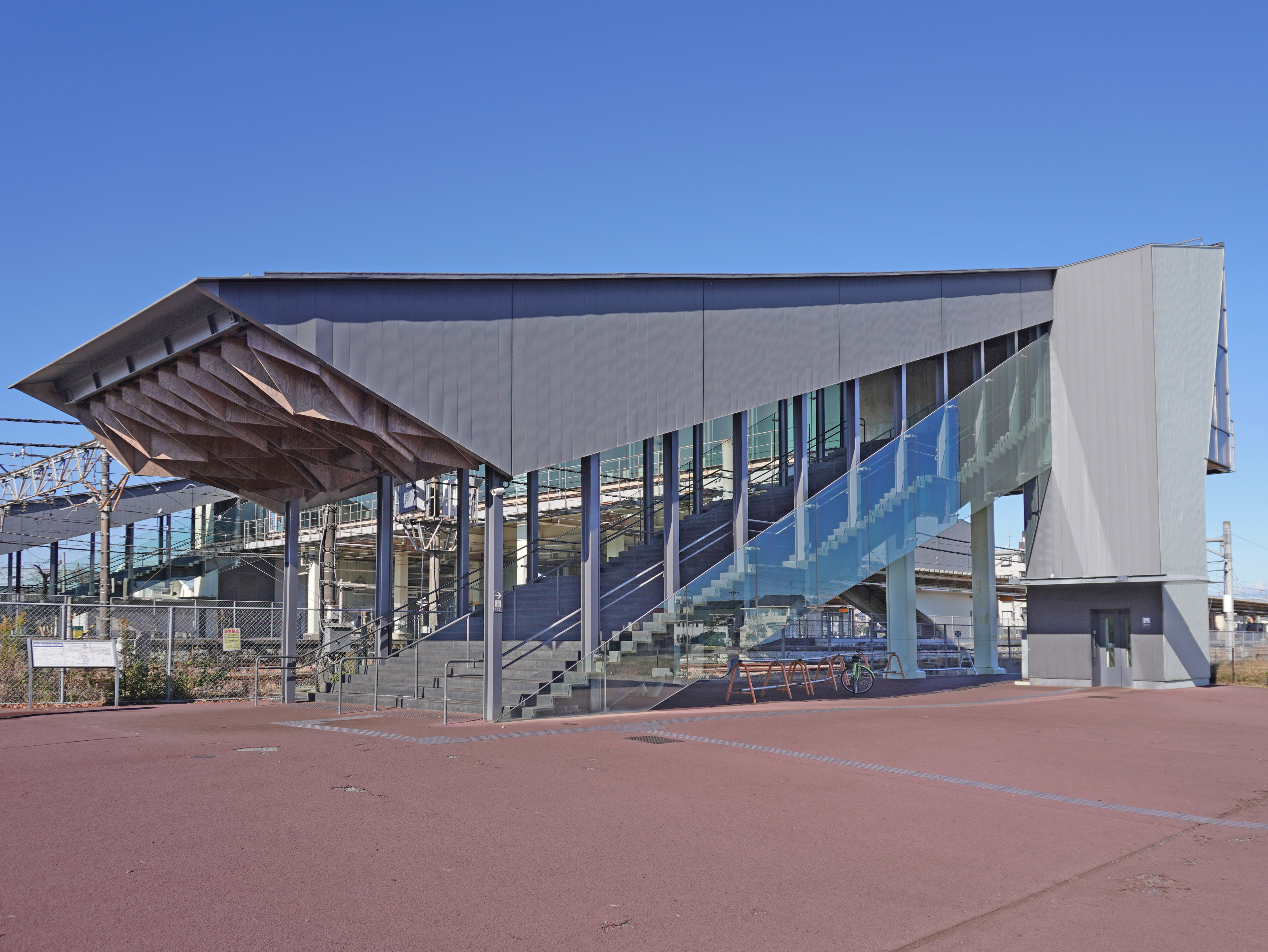
東口（2022年11月）

宝積寺駅（ほうしゃくじえき）は、栃木県塩谷郡高根沢町大字宝積寺にある、東日本旅客鉄道（JR東日本）・日本貨物鉄道（JR貨物）の駅である。
当駅の所属線である東北本線と、当駅を起点とする烏山線との分岐駅である。烏山線の一部の列車は当駅から東北本線を経由して宇都宮駅まで直通する。また東北本線は「宇都宮線」の愛称区間に含まれている。

## 歴史
- 1899年（明治32年）10月21日：日本鉄道の駅として開業[4]。
- 1906年（明治39年）11月1日：鉄道国有法により国有化[2]。
- 1909年（明治42年）10月12日：線路名称制定により東北本線の所属となる。
- 1923年（大正12年）4月15日：烏山線 当駅 - 烏山間が開通[3]。
- 1942年（昭和17年）
  - 11月1日：宇都宮陸軍航空廠線竣工。
  - 11月6日：宇都宮陸軍航空廠線列車運行開始。
- 1945年（昭和20年）
  - 7月10日：アメリカ軍のF6F-5型艦載機が下車中の乗客を機銃掃射で襲撃し負傷者4人のうち1人死亡、同日夕刻負傷者5人のうちの3人が死亡[5]。
  - 11月1日：宇都宮陸軍航空廠線廃止。
- 1984年（昭和59年）2月1日：ダイヤ改正に伴い、丸善石油専用線の使用を終了。荷物扱い廃止[2]。
- 1987年（昭和62年）4月1日：国鉄分割民営化により、JR東日本・JR貨物の駅となる[2]。
- 2004年（平成16年）10月16日：ICカードSuica供用開始[6]。
- 2006年（平成18年）3月18日：貨物列車の設定を廃止。
  - 駅北側にある太平洋セメント宇都宮北サービスステーションへ専用線が続き、セメント輸送を行っていたが、トラック輸送に転換されて廃止された。
- 2007年（平成19年）
  - 10月28日：橋上駅舎の供用が開始され、東口の使用を開始[7]。
  - 11月1日：指定席券売機稼動開始。
- 2008年（平成20年）
  - 3月：西口の通常使用を開始。
  - 9月30日：鉄道デザインの国際デザインコンペティション「ブルネル賞」で建築部門の奨励賞を受賞。
- 2019年（令和元年）12月1日：駅開業120周年イベントを開催。
- 2022年（令和4年）3月12日：ダイヤ改正により宇都宮線黒磯駅 - 宇都宮駅間の電車がE131系でのワンマン運転に統一され、グリーン車の営業（乗り入れ）が終了。これに伴い、乗り入れ両数が最大6両になる。

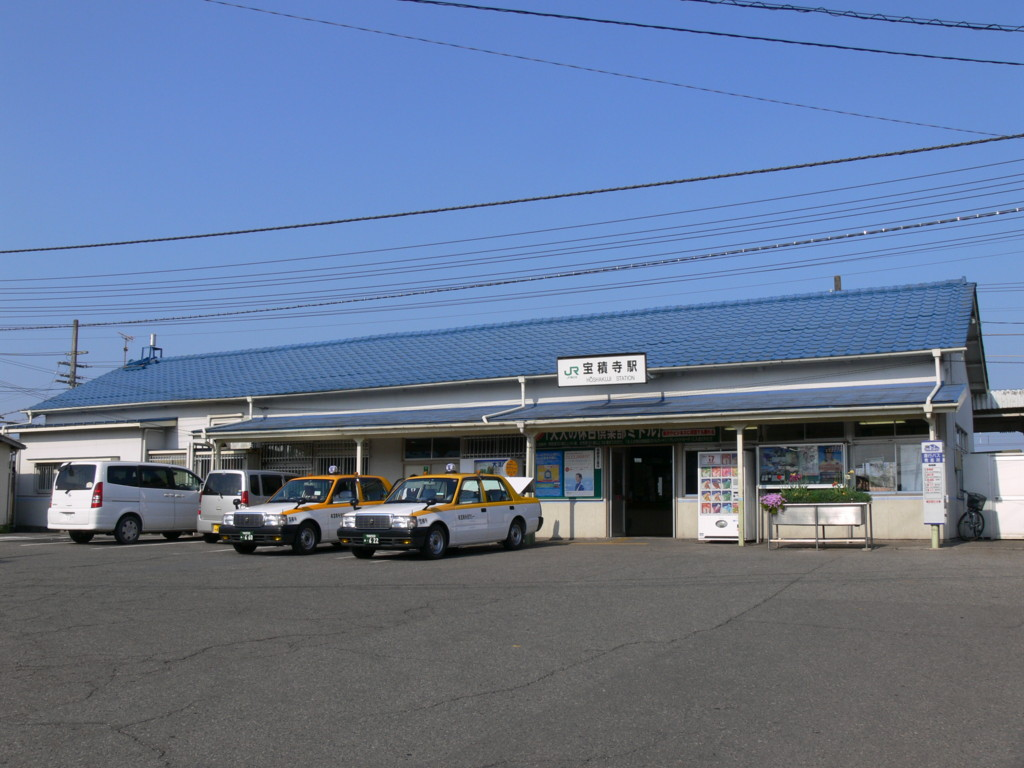
旧駅舎（2007年5月）

## 駅構造
単式ホーム1面1線と島式ホーム1面2線の合計2面3線のホームを有する地上駅である。1、2番線は10両編成に対応しているが、現在当駅に停車する最大両数は6両である。
宇都宮統括センター管理の直営駅であり、管理駅として烏山線の全駅を管理している。2025年3月に烏山駅が無人化されて以降、烏山線の有人駅は当駅のみとなった。
駅舎は2008年3月に竣工した橋上駅舎で、駅舎および自由通路は隈研吾建築都市設計事務所によって設計された。改築に伴い東口が新設され、1番線（宇都宮線下り列車）プラットホームは嵩上げ工事が実施された。発車メロディも同時に変更されている。永楽型放送時代には発車ベルであり、ムーンリバーが接近メロディとして使われていたが、発車メロディの導入に伴い消滅した、発車メロディの導入後は別の放送システムに変わり、その後2005年にATOS化された。
駅舎改築後も自動改札機は導入されず、Suica簡易改札機が設置されている。また、みどりの窓口と指定席券売機も設けられている。当駅より烏山線（下野花岡駅 - 烏山駅間）に向かう場合はSuicaなどICカード乗車券の利用ができない。
烏山線の運転扱いを行うため、輸送係も配置されている。

### のりば
| 番線 | 路線                | 方向 | 行先                     |
| ---- | ------------------- | ---- | ------------------------ |
| 1    | ■宇都宮線（東北線） | 下り | 矢板・那須塩原・黒磯方面 |
| 2    | ■宇都宮線（東北線） | 上り | 宇都宮・大宮・東京方面   |
| 3    | ■烏山線             | 上り | 宇都宮方面               |
| 3    | ■烏山線             | 下り | 仁井田・大金・烏山方面   |

（出典：JR東日本:駅構内図）
付記事項
- 白河駅方面は黒磯駅で、大宮駅方面は宇都宮駅での乗り換えが必要。
- 2004年3月13日のダイヤ改正以降は湘南新宿ラインの列車が、2022年3月12日のダイヤ改正以降は上野方面（上野東京ライン）の列車は当駅に乗り入れなくなった。

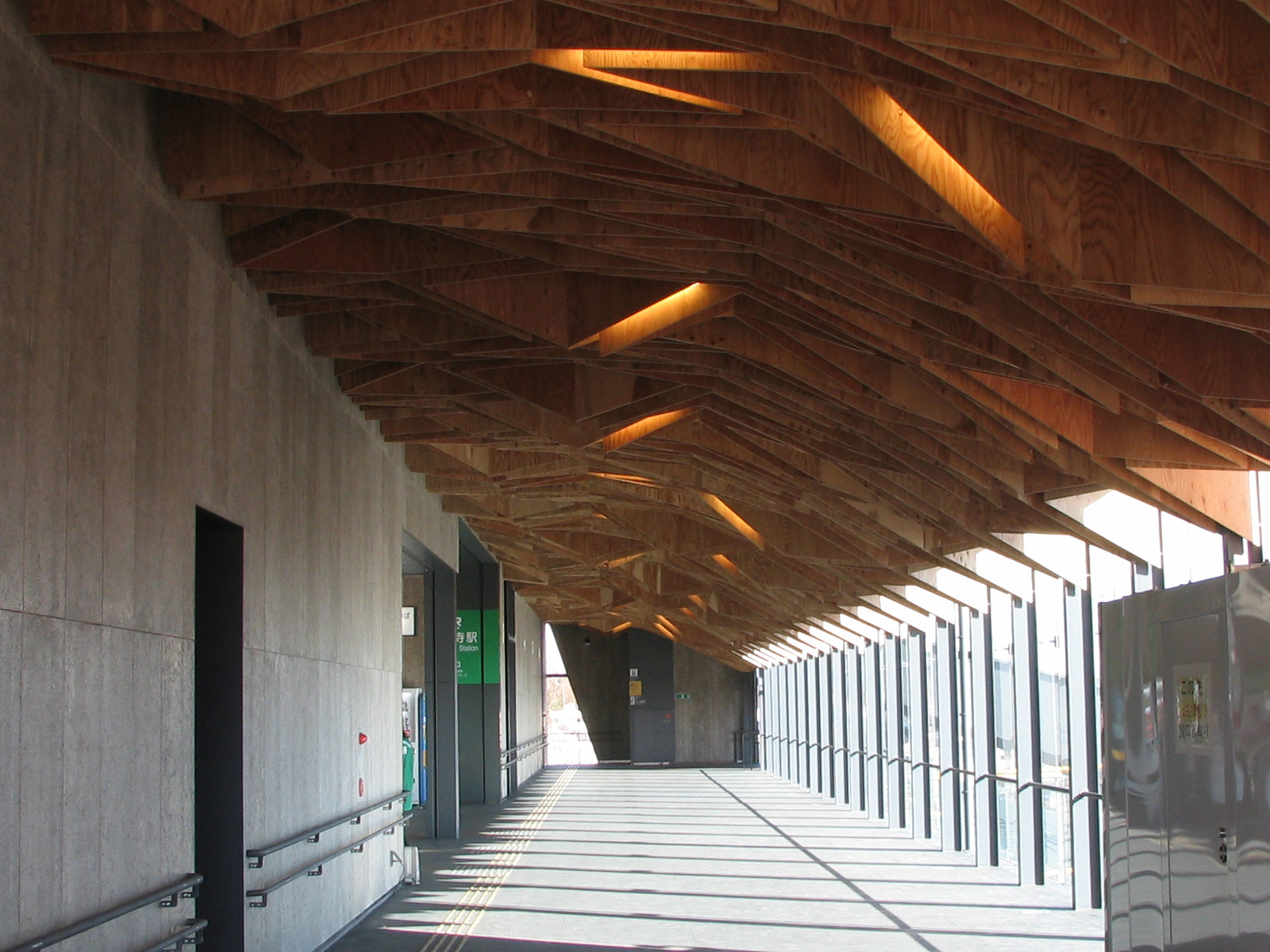
東西自由通路（2007年12月）
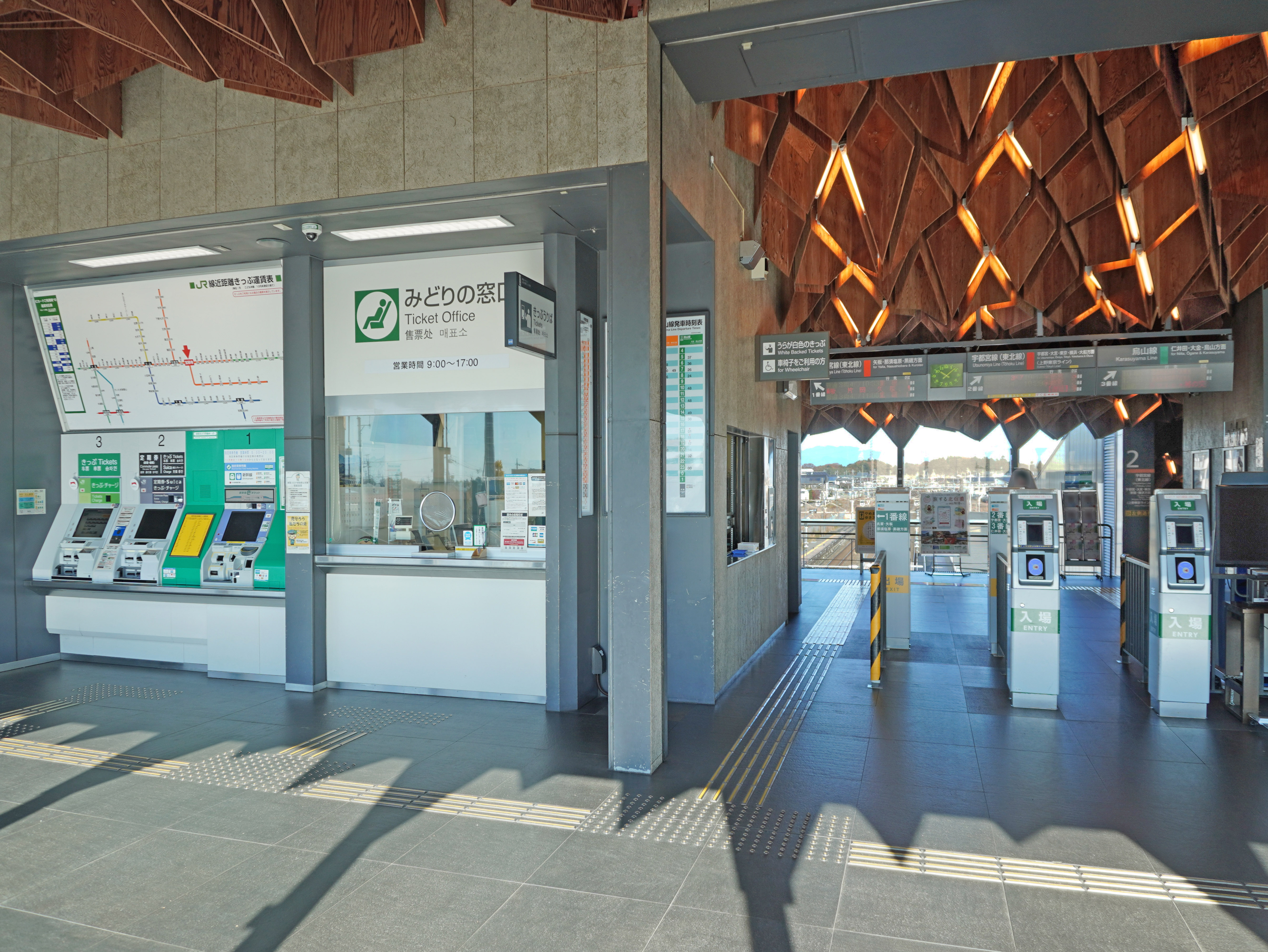
改札口と切符売り場（2022年11月）
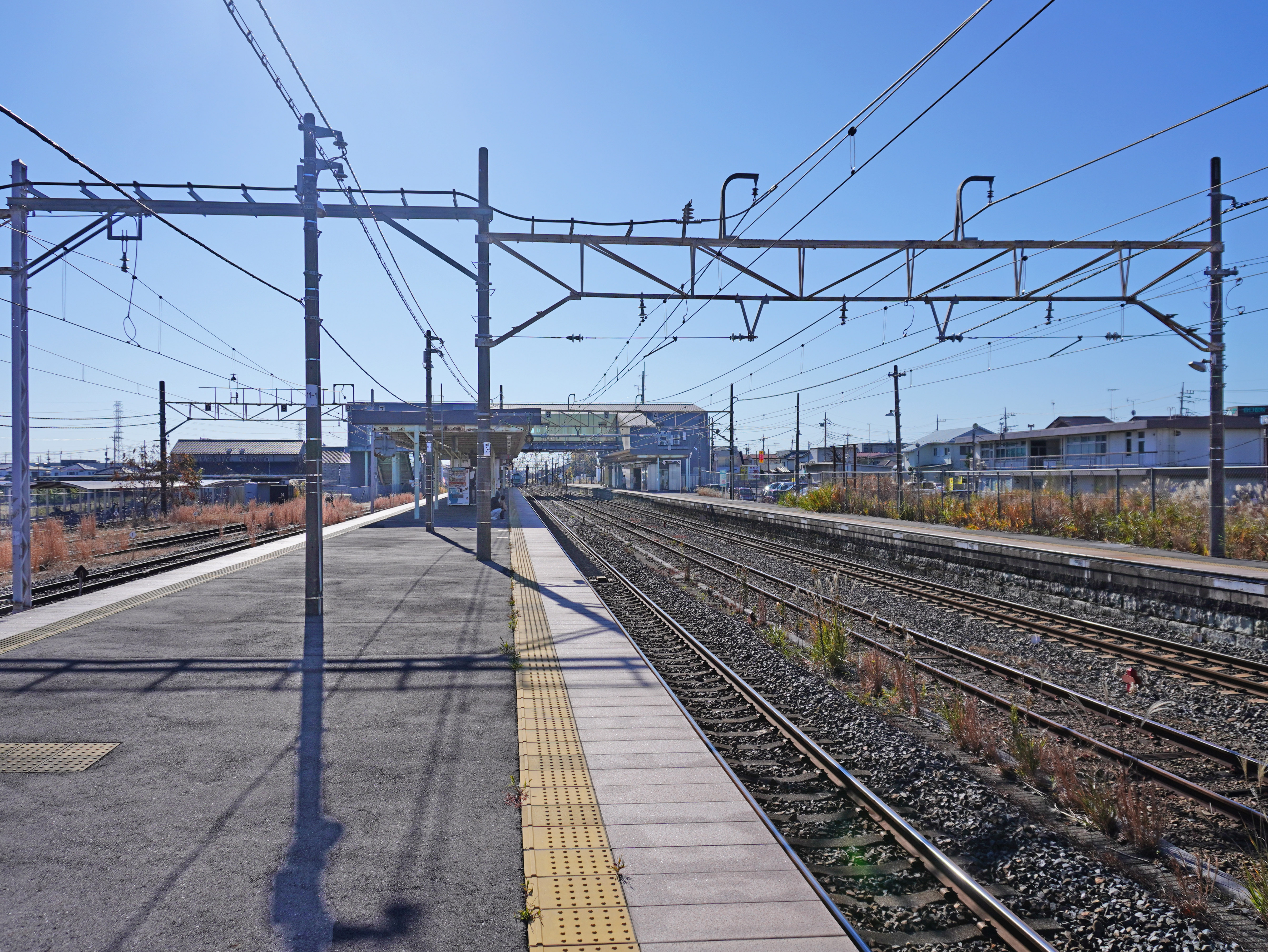
ホーム（2022年11月）

## 利用状況
JR東日本によると、2023年度（令和5年度）の1日平均乗車人員は2,027人である。
2000年度（平成12年度）以降の推移は以下のとおりである。
| 乗車人員推移       | 乗車人員推移     | 乗車人員推移    |
| 年度               | 1日平均 乗車人員 | 出典            |
| ------------------ | ---------------- | --------------- |
| 2000年（平成12年） | 2,046            | [ 利用客数 2 ]  |
| 2001年（平成13年） | 2,000            | [ 利用客数 3 ]  |
| 2002年（平成14年） | 2,013            | [ 利用客数 4 ]  |
| 2003年（平成15年） | 2,005            | [ 利用客数 5 ]  |
| 2004年（平成16年） | 1,994            | [ 利用客数 6 ]  |
| 2005年（平成17年） | 2,036            | [ 利用客数 7 ]  |
| 2006年（平成18年） | 2,049            | [ 利用客数 8 ]  |
| 2007年（平成19年） | 2,114            | [ 利用客数 9 ]  |
| 2008年（平成20年） | 2,180            | [ 利用客数 10 ] |
| 2009年（平成21年） | 2,182            | [ 利用客数 11 ] |
| 2010年（平成22年） | 2,213            | [ 利用客数 12 ] |
| 2011年（平成23年） | 2,130            | [ 利用客数 13 ] |
| 2012年（平成24年） | 2,177            | [ 利用客数 14 ] |
| 2013年（平成25年） | 2,201            | [ 利用客数 15 ] |
| 2014年（平成26年） | 2,135            | [ 利用客数 16 ] |
| 2015年（平成27年） | 2,203            | [ 利用客数 17 ] |
| 2016年（平成28年） | 2,202            | [ 利用客数 18 ] |
| 2017年（平成29年） | 2,240            | [ 利用客数 19 ] |
| 2018年（平成30年） | 2,279            | [ 利用客数 20 ] |
| 2019年（令和元年） | 2,251            | [ 利用客数 21 ] |
| 2020年（令和02年） | 1,635            | [ 利用客数 22 ] |
| 2021年（令和03年） | 1,687            | [ 利用客数 23 ] |
| 2022年（令和04年） | 1,844            | [ 利用客数 24 ] |
| 2023年（令和05年） | 2,027            | [ 利用客数 1 ]  |

## 駅周辺

### 西口
- 国道4号
- 栃木県道101号宝積寺停車場線
- 鬼怒グリーンパーク
- マニー高根沢工場
- 栃木県民ゴルフ場
- 鬼怒川
- 太平洋セメント 宇都宮北サービスステーション
- 宝積寺中台簡易郵便局
  - 2014年10月末頃より閉鎖中[9]。

### 東口
- 高根沢町役場

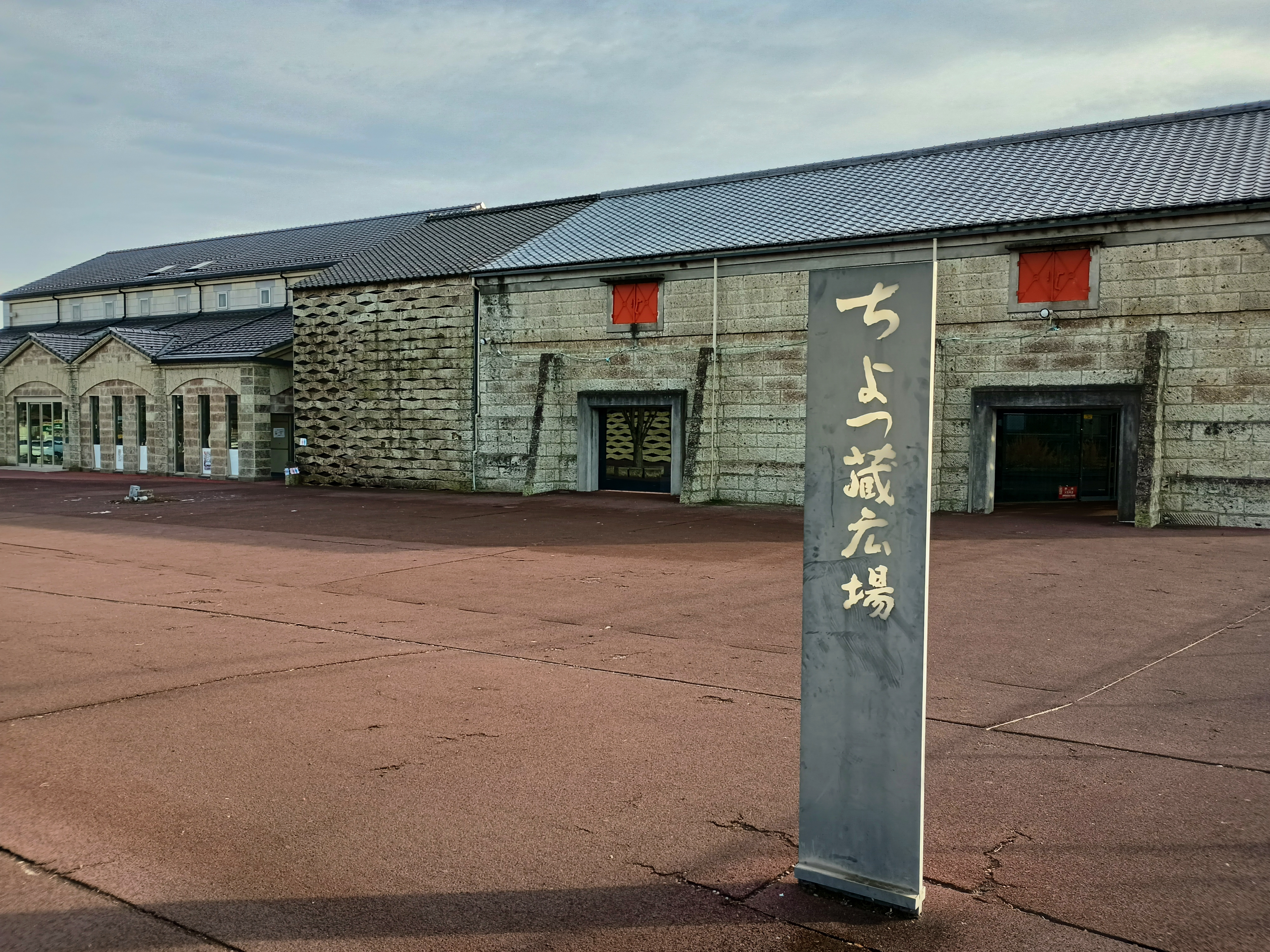
東口にある「ちょっくら広場」（2025年1月）

- ちょっ蔵広場（設計：隈研吾建築都市設計事務所。集会所・展示場・多目的ホール） - 駅東口と接続
- 栃木県道10号宇都宮那須烏山線
- 栃木県道101号宝積寺停車場線
- 栃木県道156号石末真岡線
- 栃木県道176号杉山石末線
- 高根沢郵便局
- 宮内庁御料牧場
- 情報の森とちぎ
- 足利銀行 宝積寺支店
- とりせん高根沢店
- リオン・ドール 高根沢店

## 隣の駅
東日本旅客鉄道（JR東日本）
■宇都宮線
岡本駅 - 宝積寺駅 - 氏家駅
■烏山線（宇都宮駅 - 当駅間は東北本線）
岡本駅 - 宝積寺駅 - 下野花岡駅

### 記事本文
1. 1 2 3 4  『週刊 JR全駅・全車両基地』 05号 上野駅・日光駅・下館駅ほか92駅、朝日新聞出版〈週刊朝日百科〉、2012年9月9日、24頁。
2. 1 2 3 4 5  石野 1998, p. 395.
3. 1 2  石野 1998, p. 470.
4. ↑  「停車場設置」『官報』1899年10月23日（国立国会図書館デジタル化資料）
5. ↑  “高根沢町の空襲”. とちぎ炎の記録.   とちぎの空襲・戦災を語り継ぐ会. 2023年8月28日閲覧。
6. ↑  「JR年表」『JR気動車客車編成表 '05年版』ジェー・アール・アール、2005年7月1日、184頁。ISBN 4-88283-126-0。
7. ↑  「JR宇都宮線宝積寺駅 橋上駅舎、オープンし記念式典」『毎日新聞』毎日新聞社、2007年10月29日、地方版／栃木、28面。
8. ↑  “宝積寺駅舎”.  隈研吾建築都市設計事務所. 2022年11月28日時点のオリジナルよりアーカイブ。2015年10月14日閲覧。
9. ↑  “一時閉鎖：宝積寺中台簡易郵便局（栃木県）”. 郵便局.   日本郵便 (2014年10月28日). 2023年8月28日閲覧。

### 利用状況
1. 1 2  “各駅の乗車人員（2023年度）”.   東日本旅客鉄道. 2024年7月20日閲覧。
2. ↑  “各駅の乗車人員（2000年度）”.   東日本旅客鉄道. 2019年2月13日閲覧。
3. ↑  “各駅の乗車人員（2001年度）”.   東日本旅客鉄道. 2019年2月13日閲覧。
4. ↑  “各駅の乗車人員（2002年度）”.   東日本旅客鉄道. 2019年2月13日閲覧。
5. ↑  “各駅の乗車人員（2003年度）”.   東日本旅客鉄道. 2019年2月13日閲覧。
6. ↑  “各駅の乗車人員（2004年度）”.   東日本旅客鉄道. 2019年2月13日閲覧。
7. ↑  “各駅の乗車人員（2005年度）”.   東日本旅客鉄道. 2019年2月13日閲覧。
8. ↑  “各駅の乗車人員（2006年度）”.   東日本旅客鉄道. 2019年2月13日閲覧。
9. ↑  “各駅の乗車人員（2007年度）”.   東日本旅客鉄道. 2019年2月13日閲覧。
10. ↑  “各駅の乗車人員（2008年度）”.   東日本旅客鉄道. 2019年2月13日閲覧。
11. ↑  “各駅の乗車人員（2009年度）”.   東日本旅客鉄道. 2019年2月13日閲覧。
12. ↑  “各駅の乗車人員（2010年度）”.   東日本旅客鉄道. 2019年2月13日閲覧。
13. ↑  “各駅の乗車人員（2011年度）”.   東日本旅客鉄道. 2019年2月13日閲覧。
14. ↑  “各駅の乗車人員（2012年度）”.   東日本旅客鉄道. 2019年2月13日閲覧。
15. ↑  “各駅の乗車人員（2013年度）”.   東日本旅客鉄道. 2019年2月13日閲覧。
16. ↑  “各駅の乗車人員（2014年度）”.   東日本旅客鉄道. 2019年2月13日閲覧。
17. ↑  “各駅の乗車人員（2015年度）”.   東日本旅客鉄道. 2019年2月13日閲覧。
18. ↑  “各駅の乗車人員（2016年度）”.   東日本旅客鉄道. 2019年2月13日閲覧。
19. ↑  “各駅の乗車人員（2017年度）”.   東日本旅客鉄道. 2019年2月13日閲覧。
20. ↑  “各駅の乗車人員（2018年度）”.   東日本旅客鉄道. 2019年7月11日閲覧。
21. ↑  “各駅の乗車人員（2019年度）”.   東日本旅客鉄道. 2020年7月10日閲覧。
22. ↑  “各駅の乗車人員（2020年度）”.   東日本旅客鉄道. 2021年7月11日閲覧。
23. ↑  “各駅の乗車人員（2021年度）”.   東日本旅客鉄道. 2022年8月5日閲覧。
24. ↑  “各駅の乗車人員（2022年度）”.   東日本旅客鉄道. 2023年7月9日閲覧。